# ゲソてん
ゲソてんとは、GMOメディア株式会社が提供する会員制のゲームプラットフォームである。利用者同士がゲームを通じてコミュニケーションをとるSNS。対応ブラウザはSafari、Firefox、Chromeのそれぞれ最新版。スマホ版は2018年4月2日にリリースした。

## 主な機能

### ともだち機能
このサイトでは、「ともだち申請」をすることで、「ともだち」をつくることができる。また、ともだちを探すこともできる。ともだちと1対1（チャット）で会話することができる「TALK」があり、スタンプ機能や写真、絵文字を添付することができる。また、複数のともだちと会話することが可能な「グループTALK」や、ともだちとの連ラkなどに使用することが可能な「メッセージ機能」も存在する。
また、そのともだちに1日1回限定でいいね!をすることができる「イイネ！」機能が存在する。
イイネやギフトメッセージ、おでかけなどを利用すると、そのともだちとの「キズナレベル」を上げることができ、おでかけを利用するときに相手の能力が上がる。

### ゲソてんワールド
おでかけやバッジで「スター」を獲得することができ、それでガチャを回すことや、ランキングゲームを遊ぶために必要なエネルギーを補充することができる。
「バッジ」とは、ゲームのプレイや交流などの条件を満たすと取得することができる証で、「隠しバッジ」も存在する。そのバッジに応じてレベルを上げることができる。

### BINGO!機能
PC版のみ使用できる。ビンゴのマスに表示されている条件を達成していき、ビンゴになると、その数に応じて報酬を受け取ることが可能。

### エッグ機能
エッグは、ゲームプレイ、ビンゴの達成、ログイン、ガチャ、おでかけなど様々な機能で貯めることができる。貯めると「ゲソコイン」（後述）やウェブマネー、Vプリカなどと交換することが可能。

## 主なゲーム
様々なゲームが提供されている。以下はその一部である。また、ランキングゲームではナンプレなどのゲームが提供されている。
- ゲゲゲの鬼太郎 妖怪横丁
- ワールドエンドファンタジー
- League of AngelsⅡ
- 激突！最強プロ野球ドリームバトル
- ハッピーベジフル
- テルマエ・ロマエ ガチャ